# Friedrich Freusberg
Friedrich Freusberg (* 21. Juni 1852 in Hechingen; † 26. Juni 1916 in Olpe) war ein  preußischer Landrat.

## Leben und Wirken
Friedrich Freusberg wurde als Sohn der Eheleute Engelbert Adolf Friedrich Freusberg und Maria Antonette Christine Josephine Bering geboren und war ein Enkel von  Caspar Freusberg. Sein Onkel  Adolf war Landrat des Kreises Olpe, sein Cousin  Joseph ebenfalls. Nach dem Reifezeugnis am  Gymnasium Arnsberg studierte er Rechtswissenschaften und legte am 14. Oktober 1876  beim Oberlandesgericht Köln die Prüfung zum Gerichts-Referendar und am 13. Januar 1883 die Prüfung zum Gerichts-Assessor jeweils mit dem Ergebnis „ausreichend“ ab. Nachdem er am 19. Januar 1883 zum Gerichtsassessor ernannt worden war, folgte die Überweisung an das Amtsgericht Büren. Am 15. April 1883 wurde er Hilfsrichter am Landgericht Torgau und kehrte im Juli 1883 wieder zurück nach Büren. Am 5. März 1886 wählte ihn der Kreistag Olpe mit knapper Stimmenmehrheit zum ersten Kandidaten für das Amt des Landrats. Am 28. Oktober 1886 wurde er definitiv zum Landrat des  Kreises Olpe ernannt.
Er war 1887 bis 1916 Mitglied des Provinziallandtags der Provinz Westfalen und der Landwirtschaftskammer für die Provinz Westfalen.
Friedrich heiratete am 19. Juni 1888 Anna Maria Franziska Juliane Josephine Borggreve.

## Ehrungen
- Roter Adlerorden IV. Klasse
- Kronenorden II. Klasse
- Geheimer Regierungsrat